# Plan Delta

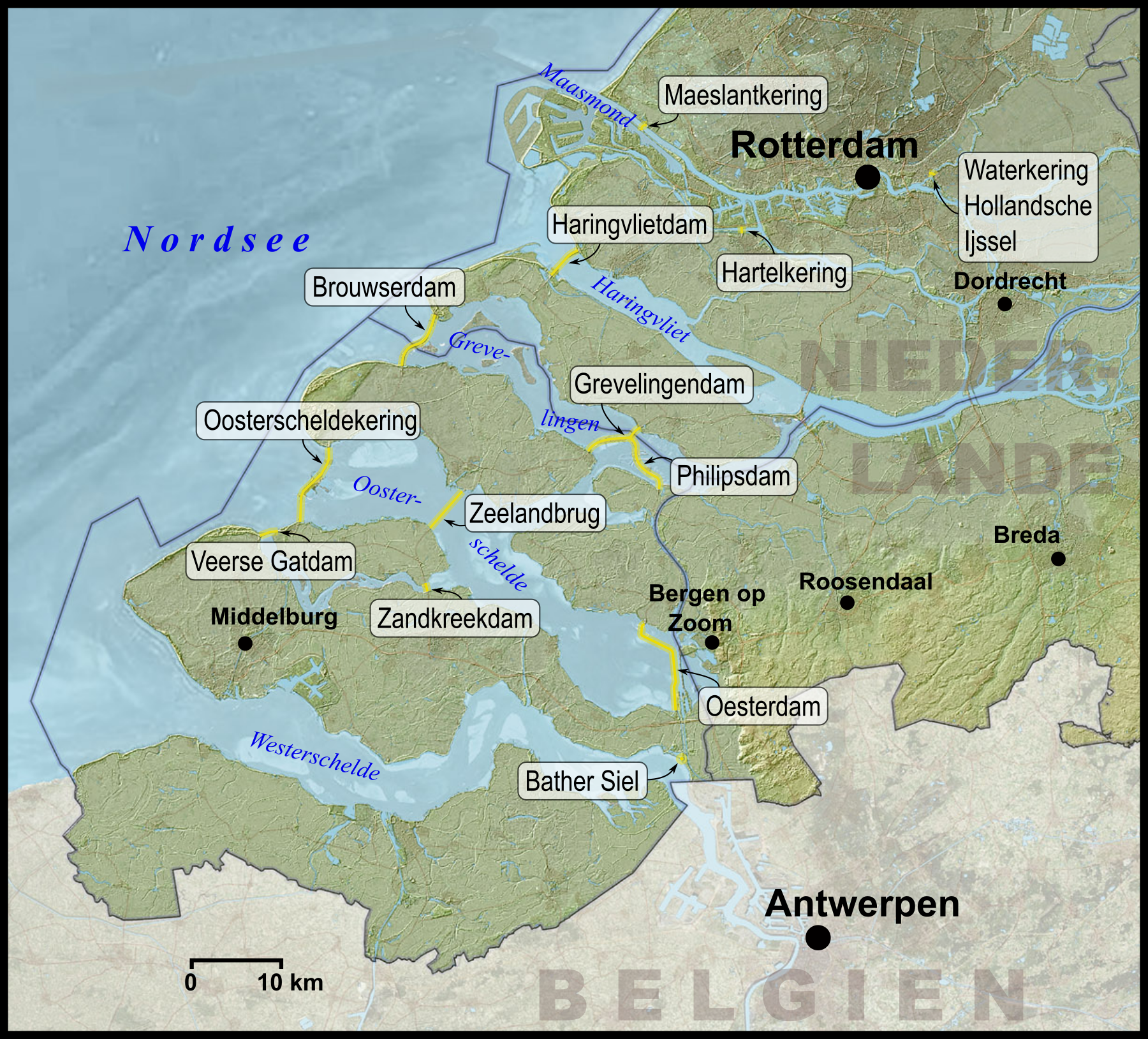
System zapór w Zelandii

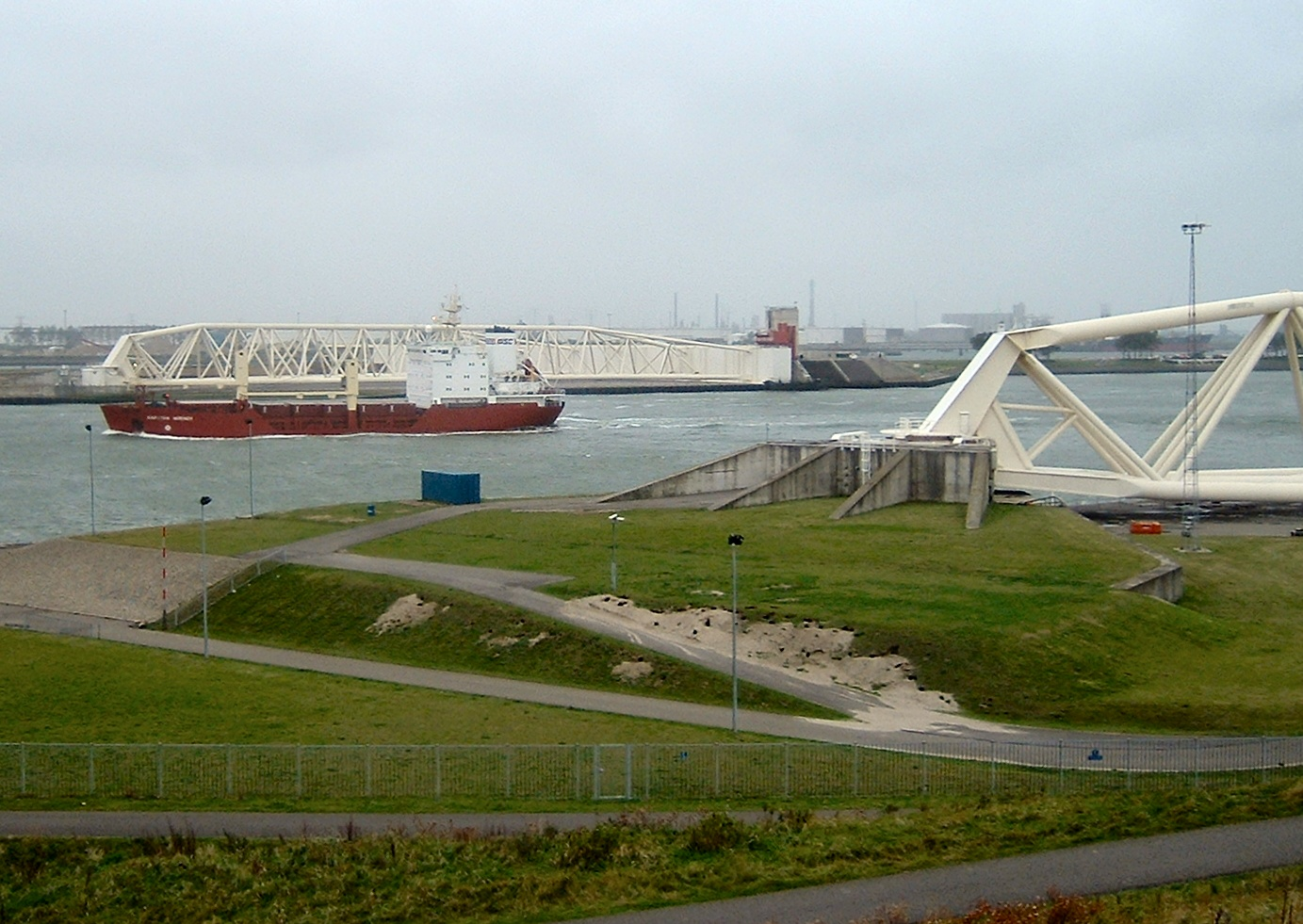
Ruchoma zapora Maeslantkering, zamykająca ujście Mozy

Plan Delta – system tam, śluz i zapór przeciwpowodziowych w Holandii. Jest to składający się z 13 części, największy system ochrony przeciwpowodziowej na świecie.
Plan Delta powstał przed rokiem 1953. Powódź z 1 lutego 1953 roku przyśpieszyła jego realizację. W czasie powodzi spowodowanej przerwaniem tamy chroniącej ląd od morza zginęło 1835 osób. Żeby uniknąć w przyszłości podobnej katastrofy, holenderski rząd zdecydował się na realizację Planu Delta, stworzonego między innymi przez Johana van Veena.
Prace nad systemem Delta trwały ponad 40 lat i zostały zakończone w 1997 budową Maeslantkering, ogromnych wrót pozwalających na zamknięcie kanału prowadzącego do portu w Rotterdamie. Przy konstrukcji całego systemu została zastosowana unikatowa technologia. Szczególnie dwie konstrukcje: Oosterscheldekering i Maeslantkering przyciągają nadal międzynarodową uwagę. Plan Delta został uznany przez American Society of Civil Engineers za jeden z siedmiu współczesnych cudów świata.
Wydarzenia w nocy z 31 stycznia na 1 lutego 1953 roku, kiedy Holandię nawiedził sztorm o wyjątkowej sile, zaważyły na podjęciu decyzji o realizacji tzw. Planu Delta. Podczas potężnej powodzi zginęło 1835 osób, utonęło ok. 34 tys. sztuk bydła, a 47 tys. domów uległo zniszczeniu, nie wspominając już o szkodach, jakie słona woda morska wywołała w rolnictwie. Morze wdarło się 75 km w głąb lądu. Potrzebowano aż 10 miesięcy na osuszenie zalanego terenu. Około 500 km tam wymagało odbudowy.
Skala katastrofy była tak duża, że rząd postanowił zbudować system budowli hydrotechnicznych, który miał zapobiegać takim nieszczęściom.

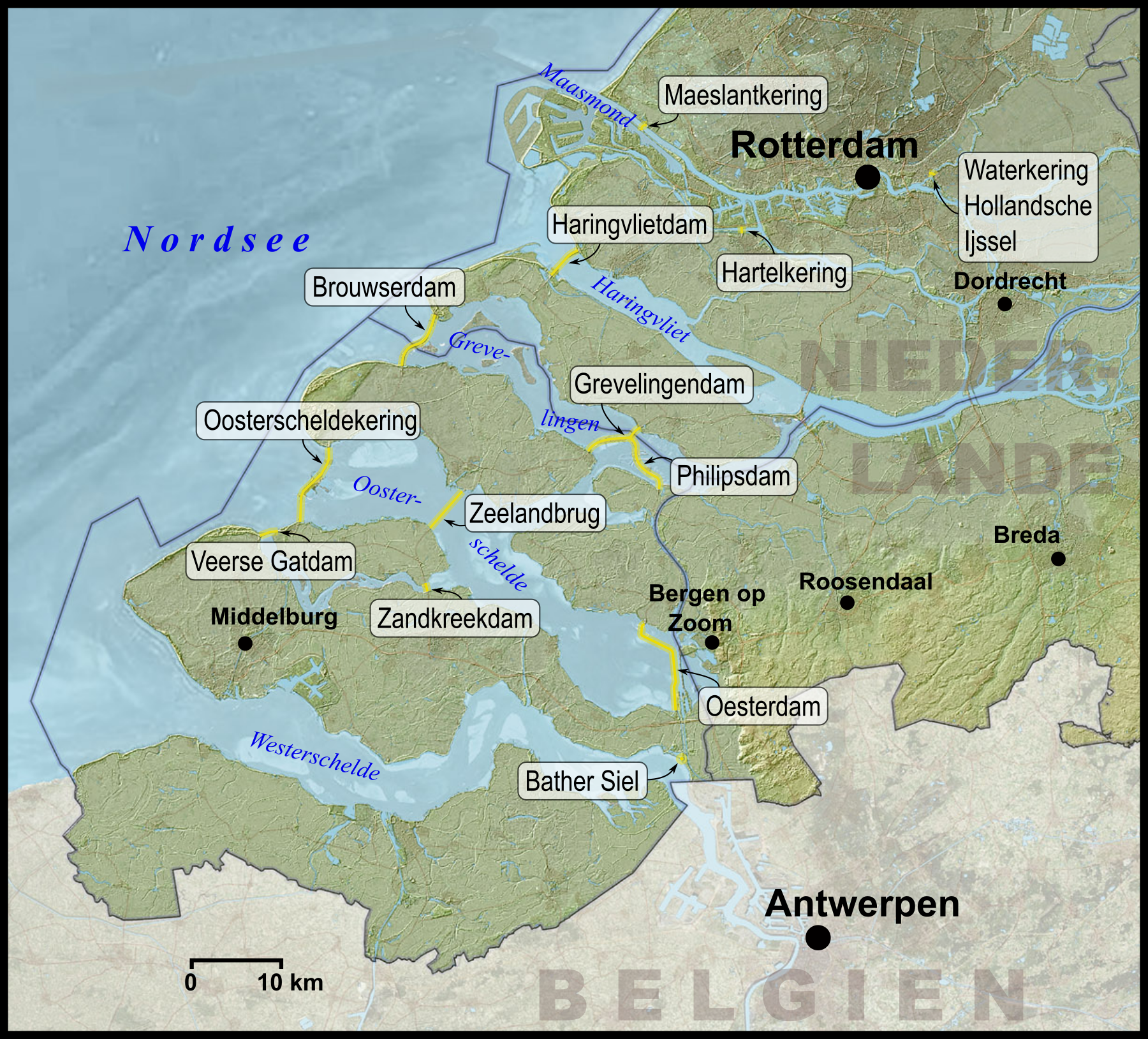
System zapór w Zelandii w ramach Planu Delta

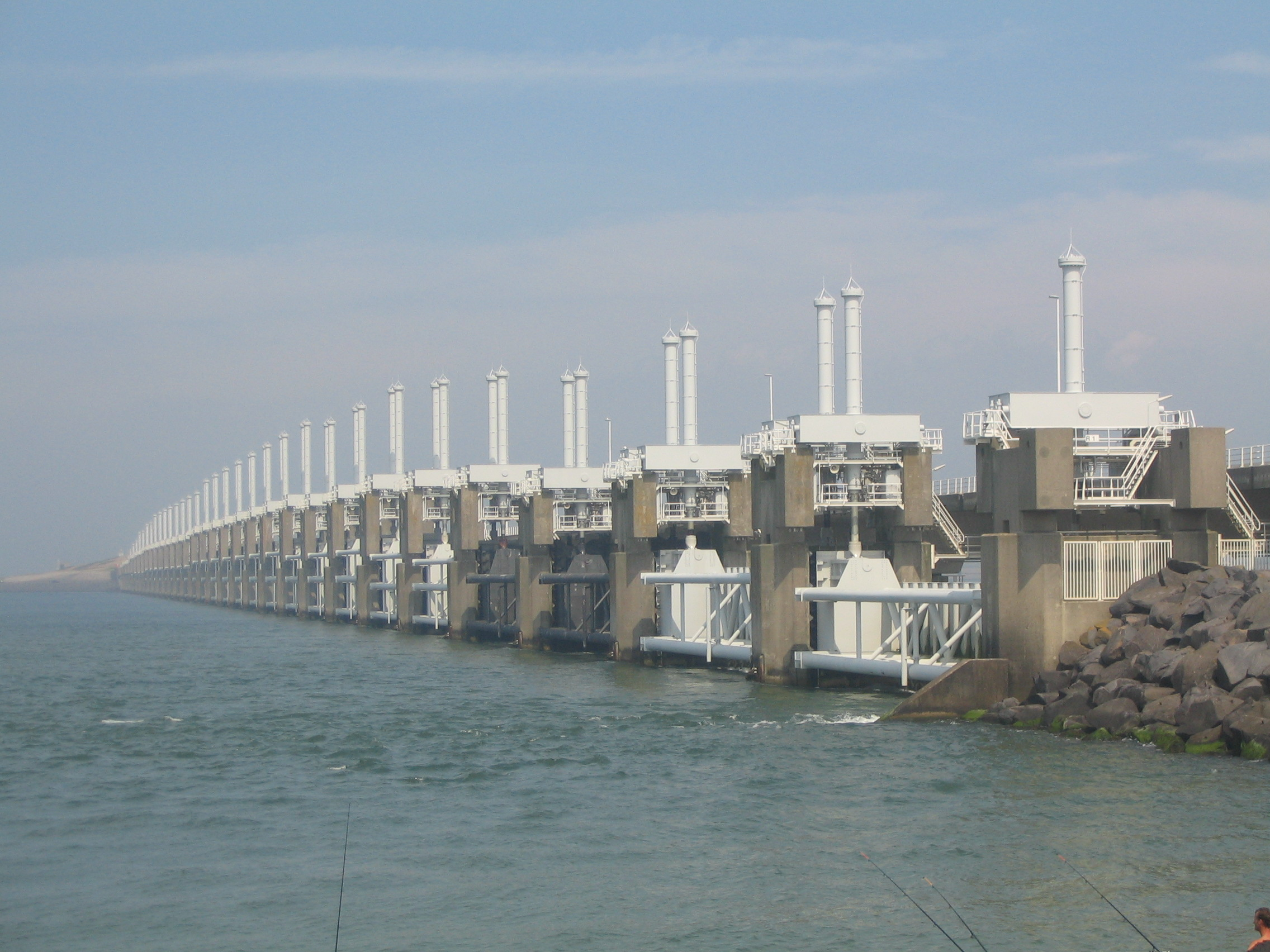
Zapora przeciwpowodziowa na Skaldzie wschodniej (Oosterscheldekering)

Plan miał składać się z kilku etapów. Pierwszym zadaniem była budowa mobilnej zapory wodnej na rzece Hollandse IJssel (1958). Następnym etapem prac była konstrukcja czterech głównych tam: Haringvlietdam (1971), w cieśninie Brouwershaven (1972), na Skaldzie Wschodniej i na cieśninie Veerse Gat. Przy realizacji Planu Delta zastosowano nowe technologie i materiały budowlane. Tama Haringvlietdam jest osadzona na 20 tys. żelbetowych słupów. Co więcej- zastosowano tutaj największy na świecie zespół śluz (17 – każda po 56,5 m szerokości i 6 m wysokości). Kolejną innowacją wartą nadmienienia było zastosowanie tzw. kesonów, czyli betonowych skrzyń o określonych precyzyjnie wymiarach, które odgradzają poszczególne odcinki cieśniny Brouwershaven w liczbie 72. Dla potrzeb żeglugi zbudowana  jest też śluza, która umożliwia przejście statków przez zaporę. Przed zamknięciem Haringvliet było dużym rezerwatem przyrody. Ziemia, która normalnie znikała pod wodą podczas przypływu, jest teraz trwale nad wodą i jest wykorzystywana przez rolników jako grunty rolne. Wiele dzikich gęsi straciło swoje siedliska, a rośliny potrzebujące dopływu słonej wody morskiej giną.  Nie przetrwały zmiany wody na słodką kraby i krewetki, a europejska flądra i europejska stynka zostały zastąpione przez okonie i płocie. Przez tamę przebiega droga N57.
Jedynym sposobem uniknięcia powtórzenia katastrofy było zamknięcie ramion delty zaporami od strony morza. Projektanci chroniąc terytorium przed falami morskimi po raz pierwszy spotkali się z protestami, gdyż pierwotne środowisko zmieniłoby się ze słonowodnego w słodkowodne, a istniejący ekosystem przestałby istnieć. Rozwiązaniem było ruchome zamontowanie potężnych, żelbetowych płyt. Wsparte na filarach, mogą się one poruszać pionowo w górę i w dół w taki sposób, by nie sięgały do dna. Woda może płynąć do morza poniżej, a przegrody wystają ponad poziom wody na tyle wysoko, by zatrzymać fale. Położeniem płyt między filarami sterują systemy komputerowe. Decyzje o wysokości położenia zapór podejmowane są na podstawie stanu morza, siły wiatru, siły przypływu i objętości mas wody, spływających rzekami ku morzu. W razie potrzeby przegrody są unoszone lub obniżane za pomocą silników. Jeżeli woda spiętrzy się o 3 metry następuje zamykanie zasuw. W 2002 r. zamknięto ją aż 21 razy. Konstrukcja ta stała się najdłuższą na świecie tamą z zasuwami, których ma aż 60, a każda z nich waży tyle co 40 załadowanych wagonów kolejowych. Zasuwy zostały zawieszone pomiędzy 65 gigantycznymi pylonami. Jeden pylon ma wysokość jedenastopiętrowego budynku i masę 16 tys. ton. Jest to imponujący  przykład niderlandzkiej inżynierii hydraulicznej.
Pionową pozycję ogromnych pylonów, utrzymujących ściany zapór osiągnięto dzięki zastosowaniu specjalnych mat z metalowej siatki, wypełnionych kamieniami. Ten ciężki fundament o dużej powierzchni zapewnia stabilne położenie filarów na piaszczystym dnie. Tym sposobem cała południowo-zachodnia Holandia została zabezpieczona przed katastrofalnymi skutkami atlantyckich sztormów. Wykonanie tego założenia wymagało wybudowania dwóch sztucznych wysp, na których produkowano elementy do budowy tamy. Wyspy te przyczyniły się również do zwężenia kanału, a tym samym do obniżenia kosztów.
Projekt Delta jest jednym z rzadkich przykładów udanego kompromisu ekologów, rolników, rybaków i lobby przemysłowego. Zapory nie przeszkadzają w ruchu statków płynących do Europortu w Rotterdamie. Zachowano także w większości naturalne środowisko różnych gatunków zwierząt. Drogi poprowadzone po nowych tamach poprawiły komunikację między Zelandią a Holandią Południową.
Realizacja Planu Delta trwała 30 lat i kosztowała około 15 miliardów dolarów. Uroczyste oddanie zapór do użytku odbyło się w październiku 1986.
Ostatnią luką w systemie zabezpieczeń był Rotterdam. Gdyby wielki sztorm spowodował cofkę na Renie, mógłby zalać miasto pięciometrową warstwą wody, a fala powodziowa mogłaby się rozlać na północ, obejmując najgęściej zaludnioną część Holandii. W 1991 rozpoczęto budowę Maeslantkering, ogromnych obrotowych wrót pozwalających na zamknięcie kanału prowadzącego do portu w Rotterdamie. W 1997 tama została ukończona (koszt budowy to ponad 3 mld dolarów).